# Agnieszka Tórz
Agnieszka Tamara Tórz (ur. listopad 1969 w Szczecinie) – polska profesor nauk rolniczych w zakresie rybactwa, hydrochemii i ochrony wód

## Życiorys
W 1993 ukończyła studia rybackie w Akademii Rolniczej w Szczecinie. W 1998 po obronie pracy doktorskiej Ekologiczna charakterystyka systemu wodnego Parku Krajobrazowego „Dolina Dolnej Odry” w latach 1995-1997 wykonanej pod kierunkiem prof. dr hab. Juliusza Chojnackiego została doktorem nauk rolniczych w dyscyplinie rybactwo. W 2008 otrzymała stopień naukowy doktora habilitowanego m.in. na podstawie monografii Transformacje jonowe w wodach estuarium Odry i ich wpływ na warunki siedliskowe ichtiofauny. W 2024 otrzymała tytuł profesora nauk rolniczych w dyscyplinie zootechnika i rybactwo.  
Od ukończenia studiów pracuje w Zachodniopomorskim Uniwersytecie Technologicznym w Szczecinie. W latach 2012-2020 była dziekanem Wydziału Nauk o Żywności i Rybactwa, prodziekanem tego wydziału w latach 2002-2012 oraz członkiem senatu Akademii Rolniczej i senatu ZUT w Szczecinie. 
Obecnie pełni funkcję wiceprzewodniczącej Rady Naukowej Morskiego Instytutu Rybackiego w Gdyni, jest członkiem Komitetu Nauk Zootechnicznych i Akwakultury PAN oraz członkiem zarządu Polskiego Towarzystwa Limnologicznego.
Badania naukowe  profesor Agnieszki Tórz dotyczyły oceny warunków hydrochemicznych wód powierzchniowych wraz z procesami, kształtującymi warunki abiotyczne środowisk wodnych ze szczególnym uwzględnieniem wód Odry. Analizowała również poziom trofii i podatność na degradację jezior Pomorza Zachodniego oraz badała wpływ środowiska abiotycznego na ichtiofaunę. W ostatnich latach podjęła badania związane z możliwością wykorzystania hydroponiki w intensywnej akwakulturze poprzez testowanie zintegrowanych systemów akwakultury multitroficznej.
Profesor Agnieszka Tórz opublikowała ponad 100 oryginalnych prac naukowych, brała również czynny udział w licznych krajowych i zagranicznych konferencjach naukowych. Wypromowała dwóch doktorów oraz wielu magistrów i inżynierów.